# Magyar rapszódiák

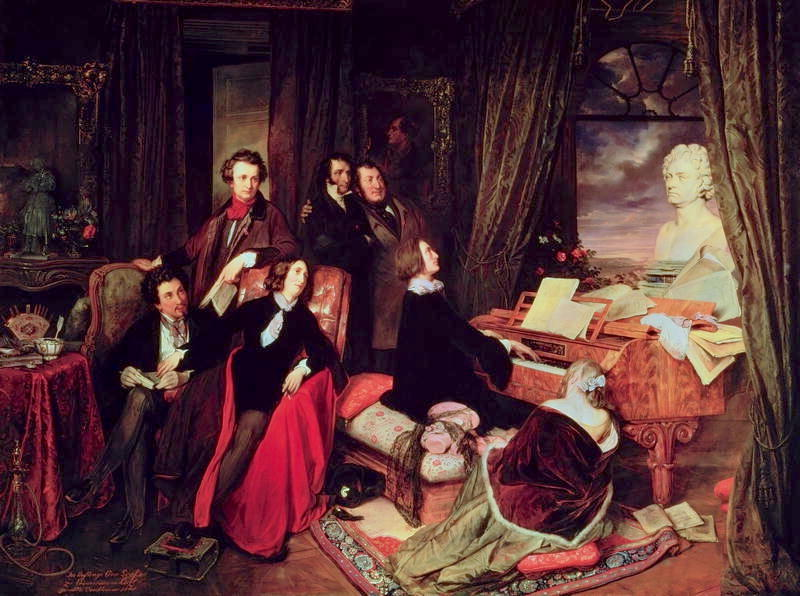
A műveket alkotó és előadó Liszt Ferenc

A Magyar rapszódiák Liszt Ferenc tizenkilenc darabból álló zongorasorozata, amelyben magyaros témákat dolgozott fel. A sorozaton 1839-ben kezdett dolgozni, amely – több fejlődési fokozaton keresztül – 1885-re érte el végső változatát. Műjegyzékszáma: S.244. A sorozat néhány darabjából zenekari változat, egyből zongoraverseny is készült.

## A művek születése
Liszt Ferenc elsősorban úgy tudta bemutatni magas szintű zongoratudását, ha maga gondoskodik az erre alkalmas művekről. Ezek többnyire ismert témák – például operák ismert részletei, vagy népi-népies dallamok – feldolgozásai voltak. Amikor megismerte a magyar cigányok zenéjét, mintegy magyarsága deklarálásaként is, az ő zenéjüket kezdte feldolgozni, de a magyar verbunkoszene szerzőitől is vett át témákat. Minden hazai hangversenyén játszott fantáziákat, rögtönzéseket magyar dallamokra. 1839 és 1847 között írta azt a huszonegy darabját (Magyar Dallok és Magyar Rhapsodiák), amelyeknek egy része nem is jelent meg nyomtatásban Liszt életében, néhányat maga vont vissza, majd a Magyar rapszódiák tizenöt darabját 1847 és 1853 között készítette el és adta ki. A kettő között még megjelentette az előzőek 5., 4. és 11. számából az Ungarische National-Melodien (S.243) című kiadványt. Ezt követően sokáig nem írt magyar rapszódiát, de élete végén, 1882 és 1885 között megint komponált négy újat, már egészen más stílusban. A liszti Magyar rapszódiák száma így összesen tizenkilenc.
A rapszódiák közül hatból zenekari átdolgozás is született: ezeket Doppler Ferenc hangszerelte meg 1858–1860 között, de Liszt átdolgozta valamennyit. A zenekari és a zongorarapszódiák összerendelése: 1. zenekari rapszódia – 14. zongorarapszódia, 2. zenekari rapszódia – 12. zongorarapszódia, 3. zenekari rapszódia – 6. zongorarapszódia, 4. zenekari rapszódia – 2. zongorarapszódia, 5. zenekari rapszódia – 5. zongorarapszódia, 6. zenekari rapszódia – 9. zongorarapszódia (az utolsó a Pesti karnevál címet viseli). A hat zenekari rapszódiából 1875-ben Liszt újabb zongoraátiratokat készített, négy kézre.
Liszt a tizennegyedik rapszódiából, pontosabban annak korábbi változatából, a Magyar Rhapsodiák X. füzet 21. számából zongoraversenyt készített, Magyar fantázia címen (S.123). A kilencedik rapszódiából zongora–cselló-, a tizenkettedikből pedig hegedű–zongoraátiratot is csinált. Még egy sor további zongorára készült átdolgozás is született: négy kézre, két zongorára, nyolc kézre és könnyített verzió is.

## A zene
Liszt önmagát rapszódosznak, az ókori görög énekesek utódának nevezte, aki rapszódiáiban az ősi magyar zenét akarta feldolgozni. Ez a zene azonban nem volt ősi, ő csupán a cigányzenészek előadásaiban ismerte meg a „magyar zenét”, ezt vélte magyarnak, miként mindenki más is akkoriban. Ezekhez az élményekhez kapcsolódtak még a magyar verbunkos jeles képviselőinek művei, de a valódi népzenéről semmilyen információja nem volt, azt majd Bartók és Kodály munkássága nyomán ismerik meg az emberek.
Liszt az első tizenöt magyar rapszódiájában hangszeres, verbunkos és csárdásmuzsikát használt fel. Néhány darab magyar népies műdal, néhány Kossovits József, Rózsavölgyi Márk, Egressy Béni és Csermák Antal szerzeménye, néhány szerző nélkül jelent meg. A műdalok között – véletlenül – van néhány valódi népdal is, bár erről Liszt nem tudott, és ott van még a Rákóczi induló, amelyet Liszt már 1823 óta rendszeresen játszott, de a cenzúra nem engedte kiadatni. A forrásdarabok egy részét maga Liszt kottázta le előadások alapján, csak pár származott nyomtatott forrásból. Bartók Béla így vélekedett erről akadémiai székfoglalójában: „A dolog természetéből folyik, hogy átdolgozásaiban, pl. rapszódiáiban kevésbé volt alkalma legbelső énjének teljes kitárására […] De az igazság kedvéért hangsúlyoznom kell, hogy ezek a rapszódiák – elsősorban a magyar rapszódiákról beszélek – a maguk nemében tökéletes alkotások. Azt az anyagot, amelyet Liszt bennük felhasznál, nem lehetne szebben, jobban, nagyobb művészettel feldolgozni. Hogy ez a zenei anyag nem mindig értékes, az megint más lapra tartozik. Nyilvánvalóan ez is egyik oka annak, hogy ezeknek a műveknek általános jelentősége kisebb, viszont közkedveltsége annál nagyobb.”
A Magyar Dallok néhány darabjában még az eredeti dallamok, sőt a cigányzenészek előadásmódjának hűséges visszaadására is törekedett a zongorajátékkal. A későbbi munkálatok során, 1846–1847 táján a darabok már kompozíciókká kezdtek alakulni, bevezető, összekötő, záró szakaszok illeszkedtek a feldolgozott, de már átalakított dallamokhoz.
Az egyes rapszódiák dallamainak a forrásai:
1. rapszódia: Liszt három különböző dalt is felhasznált: az Erkel Ferenc által megzenésített Két pisztoly című népszínműből származó Kocsmárosné, bort ide az iccébe című dalt, Az Alföldön halászlegény vagyok ént, Bernát Gáspár dalát és Thern Károly egy népies műdalát.
2. rapszódia: A bevezető – inkább román, mint magyaros – témáját Liszt egyik weimari vázlatfüzetében találták meg, a többi témát Heinrich Ehrlich német zongoraművésztől vette át.
3. rapszódia: Első témája lassú verbunkos jellegű, a második pedig ismét inkább romános. Már a Magyar Dallok IV. füzet 11. számában is szerepeltek.
4. rapszódia: Témái már szerepeltek a Magyar Dallok II. füzet 7. számában. Az első egy ismeretlen származású lassú verbunkos dallam, a továbbiak valószínűleg Csermák Antal György szerzeményei.
5. rapszódia: A Héroïde élégiaque – Hősi elégia című darab Kossovits József egyik magyar táncának feldolgozása.
6. rapszódia: A darab témái közül az első a Chlopitzky nóta című dallam, amely a Magyar Dallok I. füzet 5. számában már szerepelt, a következő Szerdahelyi József és Egressy Béni 1843-as kiadású gyűjteményéből való, és a Magyar Dallok I. füzet 4. számában már megtalálható volt. Szerepel még itt a Cserebogár, sárga cserebogár című dal témája is, amelyet Liszt jegyezhetett le, végül egy verbunkos gyors szakasza már a Magyar Dallok IV. füzet 11. számában is feltűnt.
7. rapszódia: A hetedik rapszódia három dallam feldolgozása, mindhárom szerepelt már a Magyar Rhapsodiák, VIII. füzet, 15. számában. Az első a Chlopitzky nótát is tartalmazó gyűjteményből ismert, míg a következő két dallam igazi magyar népdalok (Nincsen nékem kedvesebb vendégem, Nem láttam én télen fecskét) feldolgozásai.
8. rapszódia: A Káka tövén költ a ruca című dalt cigány előadás nyomán jegyezte le Liszt 1846 őszén, ugyanígy a harmadikat is. A középső Rózsavölgyi Márk Víg szeszély csárdásának feldolgozása.
9. rapszódia: Az első olaszos (?) téma Liszt kéziratos jegyzetfüzetében szerepel, a második egy nyomtatásban megjelent. ismeretlen szerzőjű csárdás, a harmadik népdal jellegű dallam, aztán ismét egy igazi magyar népdal (A kertmegi káposzta) feldolgozása, majd a Mikor én még legény voltam című műdal következik. A rapszódia valamennyi témája már a korai változatban is szerepelt.
10. rapszódia: A darab Egressy Béni Fogadj Isten című zongoradarabjának dallamán alapul, amelyet Egressy Liszt tiszteletére jelentetett meg 1846 májusában. A feldolgozás már szerepelt a Magyar Rhapsodiák, IX. füzet, 16. számában, és a művet Liszt Egressynek dedikálta.
11. rapszódia: Ez a rapszódia egy magyar népies műdal, egy verbunkostánc és két csárdás dallamainak felhasználásával készült.
12. rapszódia: Rózsavölgyi egyik csárdásának feldolgozása (az alapot Liszt maga jegyezte le emlékezetből), aztán szerepel még egy dallam a Nagy potpourri című kéziratos gyűjteményből is, de van egy virágének jellegű dallam, Egressy Béni Fantázia című művének részlete és A csikós című népszínmű egyik betétdala.
13. rapszódia: Két magyar népies műdal motívumai után két valódi magyar népdal következik (Ketten mentünk, hárman jöttünk, Akkor szép az erdő, mikor zöld), majd egy csárdás-dal (Nem- nem-nem, nem-nem-nem, nem megyünk mi innen el). A felhasznált dallamok közül néhány a Magyar Rhapsodiák, 1. füzet, 17. számában már szerepelt.
14. rapszódia: Több dallamból áll össze a mű, néhány még nem kiderített eredetű mellett (talán Liszt saját szerzeménye) van itt a Magosan repül a daru című magyar népies műdal, meg egy verbunkos tánc feldolgozása, aztán a Koltói csárdás című, Liszt által lejegyzett számok, például az Úgy ég a tűz, ha ropog című.
15. rapszódia: Az alap a Rákóczi induló, amelynek egyik feldolgozása a Magyar Rhapsodiák, VI. füzet, 13. számaként már szerepelt.

A kései négy magyar rapszódia Liszt saját dallamain alapul, csupán az utolsó, a 19. rapszódia készült Ábrányi Kornél két Elegáns csárdása felhasználásával (alcíme szerint D’aprés les Csárdás nobles de K. Ábrányi). Ez a négy darab elüt a korábbi tizenöttől, eltűntek belőlük a cigányos modorosságok, és messze előremutatnak a 20. század zenéje irányába.

## AMagyar rapszódiáklistája
Liszt a Magyar rapszódiákat különböző időpontokban szerezte és adta ki, többségét valamely neves személyiségnek dedikálta, egyeseknek pedig egyéb feldolgozása is ismert. Erről ad áttekintést az alábbi táblázat.
| Sorszám | Opusszám  | Hangnem                 | Tempójelzés (a darab elejére) | Ajánlás                | Megjelenés                | Megjegyzés |
| ------- | --------- | ----------------------- | ----------------------------- | ---------------------- | ------------------------- | --- |
| 1.      | S. 244/1  | E-dúr                   | Lento, quasi recitativo       | Szerdahelyi Ede        | 1851, Senff               | |
| 2.      | S. 244/2  | cisz-moll, Fisz-dúr     | Lento a capriccio             | Teleki László          | 1851, Senff, Ricordi      | |
| 3.      | S. 244/3  | B-dúr                   | Andante                       | Festetics Leó          | 1853, Hadinger            | Magyar Dallok IV. füzet, 11. számból.                                                                         |
| 4.      | S. 244/4  | Esz-dúr                 | Quasi Adagio, altieramente    | Esterházy Kázmér       | 1853, Hadinger            | Magyar Dallok II. füzet, 7. számból.                                                                          |
| 5.      | S. 244/5  | e-moll, E-dúr           | Lento con duolo               | Reviczky Szidónia      | 1853, Hadinger            | Héroïde-élégiaque. Magyar Rhapsodiák V. füzet, 12. számból.                                                   |
| 6.      | S. 244/6  | Desz-dúr, B-dúr         | Tempo giusto                  | Apponyi Antal          | 1853, Hadinger            | A Magyar Dallok I. füzet, 4., 5., IV. füzet 11., X. füzet 20. szám; Ungarische Nationalmelodien.              |
| 7.      | S. 244/7  | d-moll, D-dúr           | Lento                         | Orczy Ferenc           | 1853, Hadinger            | Magyar Rhapsodiák, VIII. füzet, 15. számból.                                                                  |
| 8.      | S. 244/8  | fisz-moll, Fisz-dúr     | Lento a capriccio             | Augusz Antal           | 1853, Schott              | Magyar Rhapsodiák, X. füzet, 19. számból.                                                                     |
| 9.      | S. 244/9  | Esz-dúr                 | Moderato                      | Heinrich Wilhelm Ernst | 1853, Schott              | |
| 10.     | S. 244/10 | E-dúr                   | Preludio                      | Egressy Béni           | 1853, Schott              | Magyar Rhapsodiák, IX. füzet, 16. számból.                                                                    |
| 11.     | S. 244/11 | a-moll, A-dúr, Fisz-dúr | Lento a capriccio             | Orczy Ferenc           | 1853, Schlesinger         | Magyar Rhapsodiák, VIII. füzet, 14. számból.                                                                  |
| 12.     | S. 244/12 | cisz-moll, Desz-dúr     | Mesto                         | Joachim József         | 1853, Schlesinger         | Magyar Rhapsodiák, X. füzet, 18. és 20. számból.                                                              |
| 13.     | S. 244/13 | a-moll, A-dúr           | Andante sostenuto             | Festetics Leó          | 1853, Schlesinger         | Magyar Rhapsodiák, X. füzet, 17. számból.                                                                     |
| 14.     | S. 244/14 | f-moll, F-dúr           | Lento quasi marcia funebre    | Hans von Bülow         | 1853, Schlesinger         | Magyar Rhapsodiák, X. füzet, 21. szám; Magyar fantázia.                                                       |
| 15.     | S. 244/15 | a-moll, A-dúr           | 1853, Schlesinger             | Munkácsy Mihály        | 1853, Schlesinger         | 1. verzió: Magyar Dallok, IV. füzet, 10. szám, VI. füzet 13. számból. 2. verzió: a szimfonikus átdolgozásból. |
| 16.     | S. 244/16 | a-moll, A-dúr           | Allegro                       | Munkácsy Mihály        | 1882, Táborszky és Parsch | |
| 17.     | S. 244/17 | d-moll                  | Lento                         | –                      | 1886, Táborszky és Parsch | |
| 18.     | S. 244/18 | fisz-moll, Fisz-dúr     | Lento                         | –                      | 1885, Rózsavölgyi         | |
| 19.     | S. 244/19 | a-moll, d-moll, D-dúr   | Lento                         | –                      | 1886, Táborszky és Parsch | Ábrányi Kornél Csárdás nobles-jai nyomán.                                                                     |

## Hallgassuk meg!
| 2. magyar rapszódia | 10. magyar rapszódia |
|                     |                      |